# Arrhinopsis longicornis
Arrhinopsis longicornis är en kräftdjursart som beskrevs av Stappers 1911. Arrhinopsis longicornis ingår i släktet Arrhinopsis och familjen Oedicerotidae. Inga underarter finns listade i Catalogue of Life.